# 김영환 (농구 선수)
김영환(1984년 7월 5일 ~)은 한국 프로 농구 수원 KT 소닉붐 소속 농구 선수이다. 2007년 KBL 드래프트에서 전체 8순위로 당초 대구 오리온스에 지명될 예정이었으나 드래프트 양수양도로 인해 인천 전자랜드 블랙슬래머에 지명되었으나 향후 이한권과 함께 부산 KTF 매직윙스로 트레이드 되었다. 2009~2010시즌 종료 후 상무에 입대한 후, 2년만에 부산 KT에 복귀하였으나, 같은 팀 소속이었던 양우섭과 함께 창원 LG에 트레이드 되었다. LG 창단 첫 정규리그 우승멤버였으나 2017년 1월 31일에 조성민과 트레이드 되어 부산 KT 소닉붐에 복귀하였다.